# Sabana Yeguas
Sabana Yeguas es un barrio ubicado en el municipio de Lajas en el Estado Libre Asociado de Puerto Rico. En el Censo de 2010 tenía una población de 3114 habitantes y una densidad poblacional de 154,96 personas por km².

## Geografía
Sabana Yeguas se encuentra ubicado en las coordenadas 18°1′6″N 67°3′26″O / 18.01833, -67.05722. Según la Oficina del Censo de los Estados Unidos, Sabana Yeguas tiene una superficie total de 20.1 km², de la cual 20,08 km² corresponden a tierra firme y (0,09 %) 0,02 km² es agua.

## Demografía
Según el censo de 2010, había 3114 personas residiendo en Sabana Yeguas. La densidad de población era de 154,96 hab./km². De los 3114 habitantes, Sabana Yeguas estaba compuesto por el 82,72 % blancos, el 5,94 % eran afroamericanos, el 0,71 % eran amerindios, el 0,13 % eran asiáticos, el 8,19 % eran de otras razas y el 2,31 % eran de una mezcla de razas. Del total de la población el 99,58 % eran hispanos o latinos de cualquier raza.